# Paulhiac
Paulhiac település Franciaországban, Lot-et-Garonne megyében. Lakosainak száma 307 fő (2022. január 1.). Paulhiac Vergt-de-Biron, Dévillac, Gavaudun, Laussou, Monflanquin, Montagnac-sur-Lède és Biron községekkel határos.

## Népesség
A település népességének változása:
| Lakosok száma | 298  | 206  | 215  | 276  | 304  | 305  | 308  | 309  | 309  | 307  |
|               | 1968 | 1982 | 1990 | 2006 | 2013 | 2015 | 2017 | 2019 | 2020 | 2022 |